# 五畿七道
五畿七道（）とは、古代日本の律令制における、広域地方行政区画である。畿内七道（）とも呼ばれた。1869年（明治2年）、北海道が新設されてからは五畿八道と呼ばれる。

畿内 東海道 東山道 北陸道
山陰道 山陽道 南海道 西海道

現在の日本各地の地方名の多く（東海、東山、北陸、山陽、山陰、北海道など）は、五畿七道、八道に由来している。

## 概要

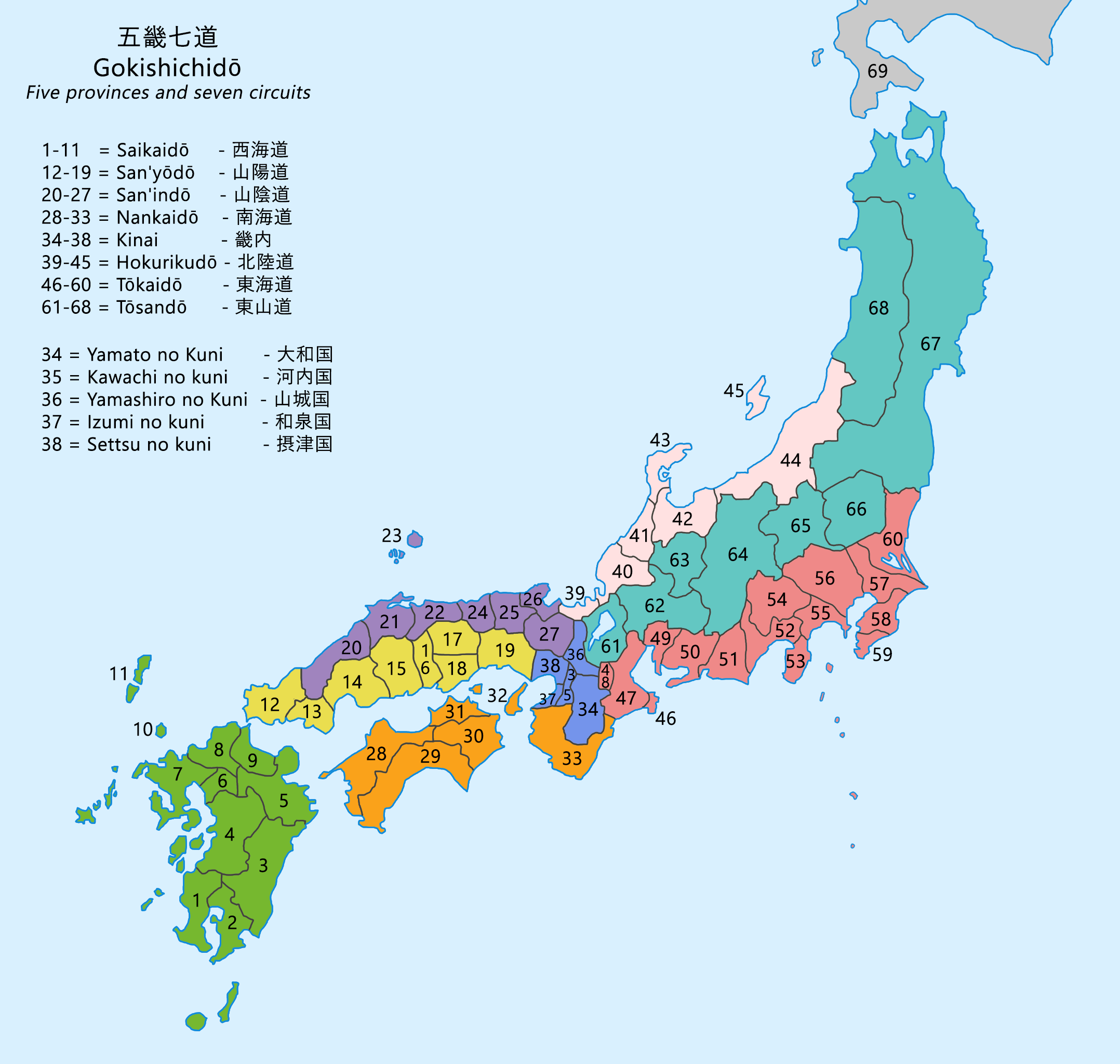
五畿七道の地図と畿内

元々は、中国で用いられていた行政区分「道」に倣った物である。日本における「道」の成立については大化の改新以前から存在したとする見方もあるが、五畿七道の原型は天武天皇の時代に成立したと言われている。当初は全国を、都（難波宮、平城宮、平安宮）周辺を畿内五国、それ以外の地域をそれぞれ七道に区分した。
五畿
畿内ともいい、大和、山城、摂津、河内、和泉の五国。現在の奈良県、京都府中南部、大阪府、兵庫県南東部を合わせた地域。
七道
東海道、東山道、北陸道、山陽道、山陰道、南海道、西海道の七道。地理的な行政区分であるという見方もされるが、地域ごとに独立した行政府がある訳ではないため、国の集合地域区分という見方もされている。畿内から放射状に伸び、所属する国の国府を順に結ぶ駅路の名称でもあった。
- 東海道：現在の茨城、千葉、埼玉、東京、神奈川、山梨、静岡、愛知、三重（熊野地方を除く）の各都県を合わせた地域。
- 東山道：現在の青森、岩手、秋田、宮城、山形、福島の東北6県と、栃木、群馬、長野、岐阜、滋賀の各県を合わせた地域。
- 北陸道：現在の新潟、富山、石川、福井の各県を合わせた地域。
- 山陽道：現在の兵庫県南西部と、岡山、広島、山口の各県を合わせた地域。
- 山陰道：現在の京都府北部と兵庫県北部および、鳥取、島根の各県を合わせた地域。
- 南海道：現在の香川、徳島、愛媛、高知の四国4県と、三重県熊野地方、和歌山県、淡路島を合わせた地域。
- 西海道：現在の福岡、佐賀、長崎、大分、宮崎、熊本、鹿児島の九州7県の地域。

七道は都を基準として、東（東海・東山）、西（山陽（・西海））、南（南海）、北（北陸）に放射状に編成されていた（山陰道については西と北の両方の解釈がある）。

## 律令時代からの七道
律令時代からの七道は、概ね地形的要件に基づいて区分されているが、西海道以外では道単位での行政機関は常置されなかった。西海道は大陸との外交・防衛上の重要性から大宰府が置かれて諸国を管轄した。七道の中でも最も重視されたのが山陽道であり、駅路では唯一の大路である。次いで中路は東海道と東山道の二つである。
七道の各国の国府は、それぞれ同じ名の幹線官道（駅路）で結ばれていた。七道駅路は大路、中路、小路に分けられ、原則として30里（約16キロ）ごとに駅（駅家）を置き、駅ごとに駅馬が常備された。備える馬の数が異なっていた。駅周辺（必ずしも周辺とは限らなかった）に駅長や駅子を出す駅戸を置き、駅馬の育養にあたらせた。駅家には往来する人馬の休息・宿泊施設を置き、駅鈴を持っている官人や公文書を伝達する駅使が到着すると乗り継ぎの駅馬や案内の駅子を提供した。各道に派遣された官人は駅路で結ばれた国府を順に巡察した。
これら七道には、江戸時代の五街道などと重複する呼称がある。時代や成り立ちが異なるものの、ほぼ同じ道筋にはなっている。
- 東海道　中路。駅家ごとに10疋
- 東山道　中路。駅家ごとに10疋
- 北陸道　小路。駅家ごとに5疋
- 山陰道　小路。駅家ごとに5疋
- 山陽道　大路。駅家ごとに20疋
- 南海道　小路。駅家ごとに5疋
- 西海道　小路。駅家ごとに5疋

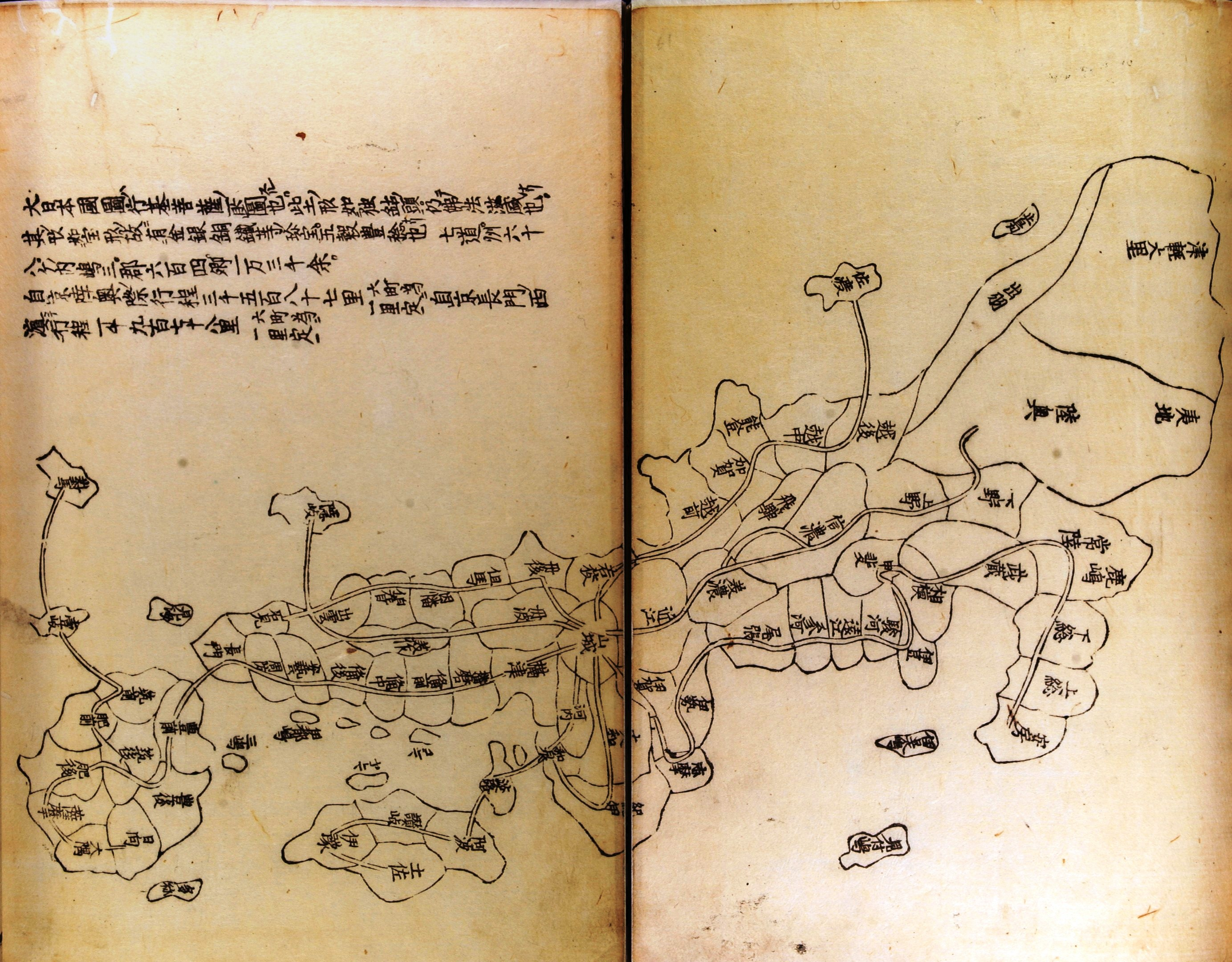
行基図（『拾芥抄』写本。明暦2年（1656年）村上勘兵衛刊行。2枚の画像を合成）
地図中に七道の線が引かれている。

中国（唐）の道は、元からあった州の上部（すなわち地域単位）に道を設置したのに対し、日本の道は都及び畿内からほぼ放射状に道が設置されてそれに合わせて幹線官道も整備された。唐も日本も基本的な地方行政自体はそれぞれの州および（令制）国が行っており、道は使者派遣の対象区域を定める際に用いられたのは基本的には同じである。ただし、中央から地方への日常的な行政文書の伝達について、唐ではそれぞれの州に直送されたのに対して、日本では道単位で作成されて所属する各国の間を順番に転送されるのを基本としていた点では異なっている。日本で駅伝制が衰退した平安時代になっても地方行政としての上部区分は五畿七道が維持され続け、七道の線が挿入された「行基図」はその後も使用されている。

## 五畿八道
律令制以降、令制国などの細部の境界の移動を除き長らく変更はなかったが、後代明治維新後の1869年9月20日（明治2年8月15日）に、和人地および蝦夷地に新たに北海道が置かれたことにより、以後は五畿八道とも呼ばれる。
なお、蝦夷地の記録は古く斉明天皇の時代阿倍比羅夫の遠征まで遡り、鎌倉時代には和人が住み道南十二館の時代を経、江戸時代には松前藩領や天領となっていた地域に置かれた。
1871年（明治4年）の廃藩置県以降も五畿八道は廃止されておらず、令制国も併用されていたが、1885年（明治18年）以降は公的には殆ど使用されなくなり、社会的にも、現代に至るまでに年代と共に使われなくなっていった。